# Flecha Valona Femenina 2018
La 21.ª edición del Flecha Valona Femenina se celebró el 18 de abril de 2018 sobre un recorrido de 118,5 km con inicio y final en la ciudad de Huy en Bélgica rematando en el conocido Muro de Huy.
La carrera hizo parte del UCI WorldTour Femenino 2018 como competencia de categoría 1.WWT del calendario ciclístico de máximo nivel mundial siendo la octava carrera de dicho circuito y fue ganada por la ciclista neerlandesa Anna van der Breggen del equipo Boels-Dolmans, quien con esta victoria suma su cuarto triunfo consecutivo en la carrera. El podio lo completaron la ciclista sudafricana Ashleigh Moolman del equipo Cervélo-Bigla y la ciclista estadounidense Megan Guarnier del equipo Boels-Dolmans.

## Equipos
Tomaron parte en la carrera un total de 23 equipos invitados por la organización, todos ellos de categoría UCI Team Femenino, quienes conformaron un pelotón de 133 ciclistas de los cuales terminaron 91.
| Equipos femeninos (23)- Alé Cipollini - Astana Women's - BePink Cogeas - Boels Dolmans - BTC City Ljubljana - Canyon-SRAM Racing - Cervélo Bigla - Cylance - Doltcini-Van Eyck Sport - Experza-Footlogix - FDJ-Nouvelle Aquitaine-Futuroscope - Health Mate-Cyclelive Team - Hitec Products-Birk Sport - Lotto Soudal Ladies - Mitchelton-Scott - Movistar Team - Sunweb - Tibco-Silicon Valley Bank - Trek-Drops - Valcar PBM - WaowDeals - Wiggle High5 - Virtu |
| |

## Clasificaciones finales
Las clasificaciones finalizaron de la siguiente forma:

### Clasificación general
| \| Clasificación general \| Clasificación general \| Clasificación general \| Clasificación general \| Clasificación general \| \| Ciclista \| Ciclista \| Equipo \| Tiempo \| \| \| --------------------- \| ---------------------- \| ---------------------------------- \| --------------------- \| --------------------- \| \| 1.ª \| Anna van der Breggen \| Boels Dolmans \| 3 h 10 min 14 s \| \| \| 2.ª \| Ashleigh Moolman-Pasio \| Cervélo Bigla \| + 2 s \| \| \| 3.ª \| Megan Guarnier \| Boels Dolmans \| + 2 s \| \| \| 4.ª \| Annemiek van Vleuten \| Mitchelton-Scott \| + 6 s \| \| \| 5.ª \| Amanda Spratt \| Mitchelton-Scott \| + 17 s \| \| \| 6.ª \| Shara Gillow \| FDJ-Nouvelle Aquitaine-Futuroscope \| + 19 s \| \| \| 7.ª \| Sabrina Stultiens \| WaowDeals \| + 22 s \| \| \| 8.ª \| Sofia Bertizzolo \| Astana Women's Team \| + 22 s \| \| \| 9.ª \| Anastasia Chursina \| BTC City Ljubljana \| + 25 s \| \| \| 10.ª \| Mavi García \| Movistar Team \| + 28 s \| \| |                        |                                    |                 |
| |                        |                                    |                 |
| Fuentes: ProCyclingStats Cycling Quotient |                        |                                    |                 |
| Clasificación general |                        |                                    |                 |
| Ciclista | Ciclista               | Equipo                             | Tiempo          |
| 1.ª | Anna van der Breggen   | Boels Dolmans                      | 3 h 10 min 14 s |
| 2.ª | Ashleigh Moolman-Pasio | Cervélo Bigla                      | + 2 s           |
| 3.ª | Megan Guarnier         | Boels Dolmans                      | + 2 s           |
| 4.ª | Annemiek van Vleuten   | Mitchelton-Scott                   | + 6 s           |
| 5.ª | Amanda Spratt          | Mitchelton-Scott                   | + 17 s          |
| 6.ª | Shara Gillow           | FDJ-Nouvelle Aquitaine-Futuroscope | + 19 s          |
| 7.ª | Sabrina Stultiens      | WaowDeals                          | + 22 s          |
| 8.ª | Sofia Bertizzolo       | Astana Women's Team                | + 22 s          |
| 9.ª | Anastasia Chursina     | BTC City Ljubljana                 | + 25 s          |
| 10.ª | Mavi García            | Movistar Team                      | + 28 s          |

## UCI WorldTour Femenino
La Flecha Valona Femenina otorga puntos para el UCI WorldTour Femenino 2018 y el UCI World Ranking Femenino, incluyendo a todas las corredoras de los equipos en las categorías UCI Team Femenino. Las siguientes tablas muestran el baremo de puntuación y las 10 corredoras que obtuvieron más puntos:
| Posición   | 1.ª | 2.ª | 3.ª | 4.ª | 5.ª | 6.ª | 7.ª | 8.ª | 9.ª | 10.ª | 11.ª | 12.ª | 13.ª | 14.ª | 15.ª | 16.ª-30.ª | 31.ª-40.ª |
| Puntuación | 200 | 150 | 125 | 100 | 85  | 70  | 60  | 50  | 40  | 35   | 30   | 25   | 20   | 15   | 10   | 5         | 3         |

| Clasificación |                      |                                    |        |
| Posición      | Ciclista             | Equipo                             | Puntos |
| ------------- | -------------------- | ---------------------------------- | ------ |
| 1.ª           | Anna van der Breggen | Boels-Dolmans                      | 200    |
| 2.ª           | Ashleigh Moolman     | Cervélo-Bigla                      | 150    |
| 3.ª           | Megan Guarnier       | Boels-Dolmans                      | 125    |
| 4.ª           | Annemiek van Vleuten | Mitchelton-Scott                   | 100    |
| 5.ª           | Amanda Spratt        | Mitchelton-Scott                   | 85     |
| 6.ª           | Shara Gillow         | FDJ Nouvelle Aquitaine Futuroscope | 70     |
| 7.ª           | Sabrina Stultiens    | WaowDeals                          | 60     |
| 8.ª           | Sofia Bertizzolo     | Astana                             | 50     |
| 9.ª           | Anastasiia Iakovenko | BTC City Ljubljana                 | 40     |
| 10.ª          | Mavi García          | Movistar                           | 35     |